# 龙图学士和刺史传芳牌楼门
27°08′26″N 115°42′51″E / 27.14056°N 115.71417°E
龙图学士和刺史传芳牌楼门位于中国江西省抚州市乐安县罗陂乡水口村（水溪村）。2013年被列为第七批全国重点文物保护单位。
两座牌楼坐北朝南，毗邻并排而立，中间隔一小巷。龙图学士牌楼门始建于明洪武元年(1368年)，明成化九年(1473年)重修，是水口村彭氏后裔为纪念先祖彭彦昭而建的。刺史传芳牌楼门始建于元代，清乾隆十六年（1751年）重修，是水口村彭氏后裔为纪念祖先彭玕封为安定王而建。龙图学士牌楼是江西已发现的有年代可考的最早的木构建筑。